# Blaesoxipha rufescens
Blaesoxipha rufescens är en tvåvingeart som först beskrevs av Villeneuve 1928.  Blaesoxipha rufescens ingår i släktet Blaesoxipha och familjen köttflugor.
Artens utbredningsområde är Algeriet. Inga underarter finns listade i Catalogue of Life.